# 29 maj
29 maj är den 149:e dagen på året i den gregorianska kalendern (150:e under skottår). Det återstår 216 dagar av året.

## Återkommande bemärkelsedagar

### FN-dagar
- Internationella fredssoldatdagen (temadag för att hedra minnet av de som har deltagit i FN:s fredsbevarande insatsstyrkor, instiftad 2002)

### Övriga
- Sverige: Hemvärnets dag (till minne av grundandet av hemvärnet denna dag 1940) och även Veterandagen som är en flaggdag.

## Namnsdagar

### I den svenska almanackan
- Nuvarande – Jeanette och Yvonne
- Föregående i bokstavsordning
  - Baltsar – Namnet infördes på dagens datum 1901, till minne av att Göta kanals grundare Baltzar von Platen föddes denna dag 1766. 1993 flyttades det till 6 januari, där det har funnits sedan dess.
  - Bill – Namnet infördes på dagens datum 1986. 1993 flyttades det till 14 augusti och utgick 2001.
  - Billy – Namnet infördes på dagens datum 1986, men utgick 1993.
  - Jean – Namnet infördes 1986 på 21 juli. 1993 flyttades det till dagens datum, men utgick 2001.
  - Jeanette – Namnet har följt Jean på så vis att det infördes 1986 på 21 juli och flyttades till dagens datum 1993. Till skillnad från Jean har det dock funnits där sedan dess och utgick alltså inte 2001.
  - Maximinus – Namnet fanns, till minne av en biskop i Trier på 300-talet, på dagens datum före 1901, då det utgick.
  - Yvonne – Namnet infördes 1986 på 11 februari. 1993 flyttades det till 24 maj och 2001 till dagens datum.
- Föregående i kronologisk ordning
  - Före 1901 – Maximinus
  - 1901–1985 – Baltsar
  - 1986–1992 – Baltsar, Bill och Billy
  - 1993–2000 – Jean och Jeanette
  - Från 2001 – Jeanette och Yvonne
- Källor
  - Brylla, Eva (red.): Namnlängdsboken, Norstedts ordbok, Stockholm, 2000. ISBN 91-7227-204-X
  - af Klintberg, Bengt: Namnen i almanackan, Norstedts ordbok, Stockholm, 2001. ISBN 91-7227-292-9

### Finlandssvenska almanackan
- Nuvarande från 2015[1] – Oliver, Olivia, Livia, Liv
- I föregående revideringar[a][2]
  - 1929–1994 – Orvar
  - 1995–2014 – Orvar, Oliver, Olivia

## Händelser
- 757 – Sedan Stefan II har avlidit den 26 april väljs Paulus I till påve. Han innehar posten till sin död tio år senare.
- 1138 – Motpåven Viktor IV avsäger sig sina anspråk på påvestolen, endast två och en halv månad efter att han har blivit utsedd till motpåve. Hans anhängare har nämligen övergett honom efter mutor från den legitime påven Innocentius II och abboten Bernhard av Clairvaux ingriper därmed och förmår Viktor IV att avsäga sig sina anspråk på påvestolen, varpå Innocentius återupprättar honom som kardinal.
- 1259 – När den danske kungen Kristofer I dör, enligt vissa eventuellt förgiftad av abbot Arnfast, efterträds han som kung av Danmark av sin son Erik Klipping.
- 1415 – Motpåven Johannes XXIII blir avsatt av konciliet i Konstanz efter att ha förlorat sitt stöd från världsliga makthavare. Då han erkänner Martin V som legitim påve får han absolution och därmed har den stora schismen nått sin kulmen. Den avslutas två år senare, då avignonmotpåven Benedictus XIII också blir avsatt.
- 1453 – Osmanska styrkor under sultan Mehmet II har sedan 6 april belägrat Konstantinopel och denna dag faller staden i osmanernas händer. Därmed har den sista resten av Bysantinska riket fallit i muslimska händer, vilket innebär att den sista resten av det 753 f.Kr. grundade romerska riket därmed har gått under. Den bysantinske kejsaren Konstantin XI Palaiologos omkommer under det osmanska anfallet, men pretendenter till den bysantinska tronen fortsätter dyka upp i ytterligare 50 år (fram till 1502).
- 1660 – Sedan de engelska och skotska parlamenten har beslutat att återupprätta monarkin, som har varit avskaffad sedan 1649, har tronpretendenten Karl II återkallats och på sin 30-årsdag håller han sitt intåg i London och utropas till kung av England, Skottland och Irland. Han utfärdar amnesti för lordprotektorerna Oliver och Richard Cromwells anhängare, men drar ej tillbaka dödsdomarna mot de som har undertecknat dödsdomen mot hans far Karl I, vilka sedermera avrättas genom hängning, dragning och fyrdelning, och den döde Oliver Cromwells lik utsätts för postum avrättning.
- 1724 – Sedan Innocentius XIII har avlidit den 7 mars väljs Pietro Francesco Orsini till påve och tar namnet Benedictus XIII.
- 1772 – Gustav III:s kröning sker denna dag i Storkyrkan i Stockholm. Gustav III som blev kung den 12 februari 1771 har redan nu planer på att återupprätta den personliga kungamakten och avskaffa frihetstidens ständervälde, vilket han genomför genom sin statskupp i augusti samma år.
- 1790 – Rhode Island ratificerar den amerikanska konstitutionen och blir därmed den 13:e delstaten som upptas i den amerikanska unionen. Därmed har samtliga av de ursprungliga 13 brittiska kolonierna på den nordamerikanska östkusten blivit amerikanska delstater.[3]
- 1848 – Wisconsin upptas som den 30:e delstaten i den amerikanska unionen,[4] efter att ha varit amerikanskt territorium sedan 1836. Det blir det sista området öster om floden Mississippi, och dessutom det sista området, som helt och hållet ligger inom det område, som upprättades som amerikanskt genom Parisavtalet 1783, som blir amerikansk delstat.
- 1889 – Helena Munktells opera I Firenze har premiär på Kungliga Teatern i Stockholm
- 1897 – Idrottsföreningen Kamratföreningen i Norrköping grundas av en grupp pojkar vid Norrköpings läroverk, efter att de båda eleverna Gunnar Nisbeth och John Uggla har läst ungdomstidningen Kamraten, där en artikel har uppmanat läsarna att ”närmare bekanta sig med Ungdomens fria rörelse – idrotten”. Idag (2025) är IFK Norrköping, som föreningen numera heter, ett av lagen i fotbollsallsvenskan.
- 1906 – Högerpolitikern Arvid Lindman efterträder liberalen Karl Staaff som Sveriges statsminister.[5] Staaff tvingas nämligen avgå, sedan högern har motsatt sig hans regerings rösträttsförslag, som bland annat innebär majoritetsval i enmansvalkretsar.
- 1913 – Den ryske kompositören Igor Stravinskijs balett Våroffer uruppförs i Paris med koreografi av Ryska balettens Wacław Niżyński och scenografi och kostymer av Nicholas K. Roerich. Den upplevs som så annorlunda och provokativ, att det utbryter tumult i salongen och polis får tillkallas, då publiken chockas av motivet att en ung flicka offras, för att våren ska återvända.
- 1914 – Det kanadensiska fartyget RMS Empress of Ireland lider mitt i natten skeppsbrott på Saint Lawrencefloden, då den norska kolfraktaren SS Storstad i svår dimma rammar fartyget. Av de 1 477 personerna ombord omkommer 1 012 och endast 465 räddas, eftersom fartyget mycket snabbt får slagsida och sjunker på bara 14 minuter.
- 1917 – Grekland går med i första världskriget på ententens sida, men den officiella krigsförklaringen mot centralmakterna kommer först en månad senare. Landet går med i hopp om att göra territoriella vinster på Osmanska rikets bekostnad och 1920 erhåller Grekland flera delar av Bulgarien och Turkiet, men de turkiska landvinsterna går förlorade 1923.
- 1931 – Damfriidrottstävlingen Olimpiadi della Grazia inleds i Florens. 11 nationer deltar.
- 1938 – Disciplinstraffen prygel och mörk arrest avskaffas från svenska fängelser. Därmed blir det förbjudet att prygla fångar eller placera dem i mörka celler, som straff för begångna förseelser på fängelset.
- 1940 – Den svenska riksdagen beslutar, att de män som inte är inkallade till Sveriges försvar, eftersom de är för unga för att ha gjort värnplikt eller för gamla för att delta i den reguljära krigsmakten, ska organiseras i hemvärnet, knappt två månader efter den tyska invasionen av Danmark och Norge. Man räknar med att hemvärnet därmed ska omfatta omkring 50 000 man, men efter några veckor kan överste Gustaf Petri, som har utsetts till hemvärnschef, meddela, att 90 000 frivilliga har anslutit sig.
- 1948 – United Nations Truce Supervision Organization (UNTSO) upprättas.
- 1953 – Den nyzeeländske bergsbestigaren Edmund Hillary och nepalesiske sherpan Tenzing Norgay blir de första som med säkerhet bestiger världens högsta bergstopp Mount Everest i Himalaya i Nepal.
- 1975 – Oljeraffinaderiet Scanraff utanför Lysekil i Bohuslän invigs. Det är än idag (2025) Sveriges största oljeraffinaderi och vid invigningstillfället Sveriges dittills dyraste investering, då det har kostat 1,47 miljarder kronor (vilket motsvarar 7,28 miljarder 2008). Ägarförbundet Oljekonsumenternas förbund (OK) kontrollerar därmed alla led i sin produktionskedja från råoljekälla till färdig bensin.
- 1982 – Den endast 17-årige Patrik Sjöberg slår nytt svenskt rekord i höjdhopp, genom att hoppa 2,24 meter (en centimeter högre än Rune Alméns rekord från 1974). Senare under året förbättrar han rekordet med flera centimeter, för att i slutet av året förlora det till Thomas Eriksson, som den 18 september hoppar 2,27. Året därpå återtar Sjöberg dock rekordet med 2,33 meter.
- 1985
  - Under en fotbollsmatch mellan engelska Liverpool FC och italienska Juventus FC på Heyselstadion i Belgiens huvudstad Bryssel utbryter läktarkravaller mellan supportrar, vilket leder till omfattande kravaller. 39 personer omkommer och 600 skadas. Händelsen leder till att Uefa bannlyser alla engelska fotbollsklubbar från europeiska tävlingar på obestämd tid och förbudet hävs inte förrän 1991.
  - Journalisten Cats Falck och hennes väninna Lena Gräns hittas döda i en bil i Hammarbykanalen, där man förmodar att de har legat sedan de senast sågs i livet den 18 november 1984 och att det hela har varit en olycka. 2003 framkommer dock uppgifter, som tyder på att de kan ha blivit mördade av östtyska Stasiagenter, eftersom Falck har kommit vapensmuggling från Sverige till Östtyskland på spåren.
- 1999 – Charlotte Nilsson vinner årets upplaga av Eurovision Song Contest i Jerusalem med låten Take Me to Your Heaven med 163 poäng. Detta blir Sveriges fjärde seger i tävlingens historia, efter 1974, 1984 och 1991.
- 2001 – En folkomröstning hålls på den danska ön Bornholm om huruvida dess fem kommuner och amtet ska slås samman till en. Då resultatet blir ett ja grundas Bornholms regionkommun den 1 januari 2003.
- 2005 – I en fransk folkomröstning säger 55 % av väljarna nej till den europeiska konstitutionen. I den spanska omröstningen den 20 februari har väljarna sagt ja och den 10 juli gör luxemburgarna detsamma, men i och med det franska omröstningsresultatet och det faktum, att även Nederländerna röstar nej den 1 juni skjuts omröstningen upp på obestämd tid i de övriga EU-länder, som har tänkt hålla omröstning om konstitutionen (Danmark, Polen, Portugal och Storbritannien), medan man i Irland och Tjeckien lägger ner röstningen. Detta innebär, att konstitutionen än idag (2025) inte är införd.

## Födda
- 1439 – Pius III, född Francesco Todeschini Piccolomini, påve 1503
- 1627 – Anne Marie Louise, fransk prinsessa och memoarförfattare, känd som ”la grande mademoiselle”
- 1630 – Karl II, kung av Skottland 1649–1651 samt av England, Skottland och Irland 1660–1685
- 1736 – Patrick Henry, amerikansk politiker och patriot
- 1766 – Baltzar von Platen, svensk greve, amiral, ståthållare i Norge och grundläggare av Göta kanal
- 1811 – Trusten Polk, amerikansk demokratisk politiker och jurist, guvernör i Missouri 1857 och senator för samma delstat 1857–1862
- 1815 – Anders Ljungqvist, svensk spelman, känd som "Gås-Anders"
- 1830 – Louise Michel, fransk lärare och anarkist
- 1846 – Albert Apponyi, ungersk aristokrat och politiker
- 1851 – Fred Dubois, amerikansk politiker, senator för Idaho 1891–1897 och 1901–1907
- 1853 – Johannes Elmblad, svensk operasångare och regissör
- 1859 – Edvard Hedin, svensk riksdagsman, grundare av frikyrkoförbundet Helgelseförbundet
- 1860 – Isaac Albéniz, spansk tonsättare
- 1867 – Charles A. Rawson, amerikansk republikansk politiker och affärsman, senator för Iowa 1922
- 1874 – G.K. Chesterton, brittisk författare
- 1880 – Oswald Spengler, tysk filosof och konservativ politisk teoretiker
- 1885 – Rolf Carls, tysk sjömilitär, generalamiral 1940
- 1895 – Heikki Aho, finländsk fotograf och dokumentärfilmare
- 1900 – Nils Jacobsson, svensk skådespelare
- 1901 – Inga Tidblad, svensk skådespelare
- 1903 – Bob Hope, brittisk-amerikansk artist, komiker och skådespelare
- 1909 – Niss Oskar Jonsson, svensk företagare, grundare av sportutrustningsföretaget Jofa
- 1917 – John F. Kennedy, amerikansk demokratisk politiker, senator för Massachusetts 1953–1960, USA:s president 1961–1963
- 1918 – Erik Strandell, svensk skådespelare
- 1920 – John Harsanyi, ungersk-amerikansk nationalekonom, mottagare av Sveriges riksbanks pris i ekonomisk vetenskap till Alfred Nobels minne 1994
- 1922 – Lars Perne, svensk sångtext- och sketchförfattare
- 1923 – Bernard Clavel, fransk författare
- 1924 – Lars Bo, dansk konstnär
- 1926 – Peter Wallenberg, svensk finansman
- 1929 – Peter Higgs, brittisk fysiker, mottagare av Nobelpriset i fysik 2013
- 1932 – Jan Malmsjö, svensk skådespelare, sångare och underhållare
- 1941 – Per Ragnar, svensk författare, skådespelare, poet och föreläsare
- 1944
  - Helmut Berger, österrikisk skådespelare
  - Quentin Davies, brittisk konservativ och labourpolitiker, parlamentsledamot 1987–2010
- 1949 – Lars-Eric Brossner, svensk kompositör och musiker
- 1950 – Göran Carmback, svensk regissör
- 1952 – Carl-Henric Svanberg, svensk företagsledare, vd för Ericsson 2003–2009
- 1953 – Danny Elfman, amerikansk filmmusikkompositör och musiker
- 1954 – Jerry Moran, amerikansk republikansk politiker, senator för Kansas 2011–
- 1956 – La Toya Jackson, amerikansk sångare och fotomodell, bakgrundssångare i gruppen The Jackson 5
- 1957
  - Jeb Hensarling, amerikansk republikansk politiker
  - Ted Levine, amerikansk skådespelare
- 1958
  - Annette Bening, amerikansk skådespelare
  - Jarmo Mäkinen, finsk-svensk skådespelare
- 1959
  - Rupert Everett, brittisk skådespelare
  - Johan Sterte, svensk forskare och professor, rektor vid Växjö universitet 2003–2009 och vid Luleå tekniska universitet 2009–2017, vid Karlstads universitet 2017–2022, landshövding i Västmanlands län 2022–
- 1965 – Matthew Porretta, amerikansk skådespelare
- 1967 – Noel Gallagher, brittisk musiker, låtskrivare och gitarrist i gruppen Oasis
- 1969 – Peter Karlsson, svensk bordtennisspelare, EM- och VM-guldmedaljör, mottagare av Svenska Dagbladets guldmedalj
- 1975 – Melanie Brown, brittisk popartist i gruppen Spice Girls med artistnamnen Mel B och Scary Spice
- 1977 – Massimo Ambrosini, italiensk fotbollsspelare
- 1978 – Pelle Almqvist, svensk sångare i gruppen The Hives med artistnamnet Howlin’ Pelle
- 1981
  - Justin Chon, amerikansk skådespelare
  - Andrej Arsjavin, rysk fotbollsspelare
- 1982 – Ana Beatriz Barros, brasiliansk fotomodell
- 1985 – Elina Raeder, svensk röstskådespelare
- 1988 – Tobin Heath, amerikansk fotbollsspelare
- 1993 – Aleksejs Gilnics, lettisk fotbollsspelare

## Avlidna
- 1259 – Kristofer I, 40, kung av Danmark sedan 1252
- 1327 – Jens Grand, dansk kyrkoman, biskop i Lunds ärkestift 1289–1303
- 1379 – Luciano Doria, genuesisk amiral
- 1500 – Bartolomeu Dias, omkring 50, portugisisk sjöfarare
- 1716 – Carl Piper, 68, svensk greve och statsman
- 1796 – Carl Fredrik Pechlin, 75, tysk-svensk militär och politiker
- 1814 – Joséphine de Beauharnais, 50, kejsarinna av Frankrike 1804–1809 (gift med Napoleon I)
- 1829 – Humphry Davy, 50, brittisk kemist
- 1847 – Emmanuel Grouchy, 80, fransk militär, marskalk av Frankrike
- 1850 – Franklin H. Elmore, 50, amerikansk bankman och demokratisk politiker, senator för South Carolina 1850
- 1892 – Bahaullah, 74, persisk religionsgrundare
- 1910 – Milij Balakirev, 73, rysk kompositör och dirigent
- 1911 – W.S. Gilbert, 74, brittisk operettförfattare, den ene av Gilbert och Sullivan
- 1917 – Carl Yngve Sahlin, 93, svensk universitetslärare och filosof, rektor för Uppsala universitet 1876–1889
- 1919 – Robert Bacon, 58, amerikansk republikansk politiker och diplomat, USA:s utrikesminister 1909
- 1932 – Herman Lindqvist, 68, svensk fackföreningsman och politiker, LO:s ordförande 1900–1920, statsråd 1921–1923
- 1935 – Josef Suk, 61, tjeckisk tonsättare, violinist och musikpedagog
- 1937 – Lizardo García, 93, ecuadoriansk politiker, president 1905–1906
- 1940 – Mathilda Grabow, 88, svensk grevinna samt opera- och konsertsångerska
- 1942 – John Barrymore, 60, amerikansk skådespelare
- 1947 – Franz Böhme, 62, österrikisk general
- 1948 – May Whitty, 82, brittisk skådespelare
- 1951 – Fanny Brice, 59, amerikansk sångare och komiker
- 1958 – Juan Ramón Jiménez, 76, spansk författare, mottagare av Nobelpriset i litteratur 1956
- 1967 – Åke Claesson, 77, svensk skådespelare och sångare
- 1973 – P. Ramlee, 44, malaysisk skådespelare och sångare
- 1979 – Mary Pickford, 87, amerikansk skådespelare, manusförfattare och producent
- 1982 – Romy Schneider, 43, österrikisk skådespelare
- 1994 – Erich Honecker, 81, tysk kommunistisk politiker, Östtysklands ledare 1971–1989
- 1996 – Tamara Toumanova, 77, rysk ballerina
- 1997 – Jeff Buckley, 30, amerikansk musiker
- 1998 – Gunnar Johansson, 72, svensk skådespelare
- 2000 – Norma Sjöholm, 73, svensk revyskådespelare och dansare
- 2008
  - Luc Bourdon, 21, kanadensisk ishockeyspelare
  - Harvey Korman, 81, amerikansk skådespelare
- 2009
  - Herner Larsson, 107, svensk köpman, Sveriges äldste man
  - Karine Ruby, 31, fransk snowboardåkare
- 2010 – Dennis Hopper, 74, amerikansk skådespelare och regissör
- 2011
  - Sergej Bagapsj, 62, abchazisk politiker, Abchaziens premiärminister 1997–1999 och president sedan 2005
  - Bill Clements, 94, amerikansk affärsman och republikansk politiker, guvernör i Texas 1979–1983 och 1987–1991
  - Ferenc Mádl, 80, ungersk politiker, Ungerns president 2000–2005
- 2012 – Kaneto Shindo, 100, japansk regissör
- 2016 – Kenne Fant, 93, svensk skådespelare
- 2017 – Manuel Noriega, 83, panamansk general, Panamas diktator 1983–1989
- 2021 – B.J. Thomas, 78, amerikansk countrymusiker
- 2023 – Harald zur Hausen, 87, tysk medicinsk forskare, mottagare av Nobelpriset i fysiologi eller medicin 2008